# Corno di camoscio

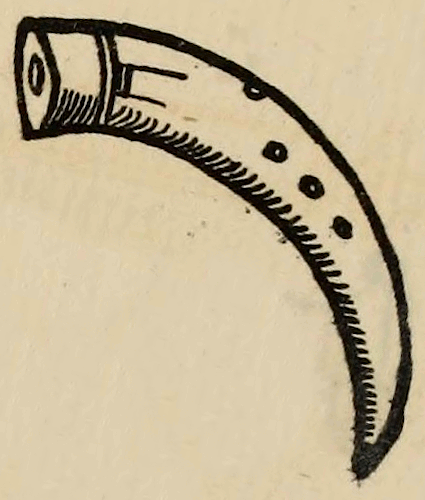
Il gemshorn descritto da Virdung nel Musica Getutscht

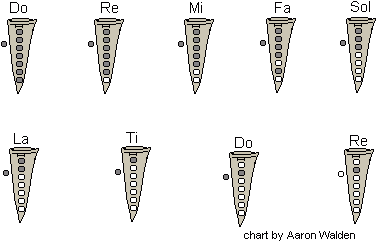
Tabella di diteggiatura di un moderno corno di camoscio

Il gemshorn (dal tedesco Gämse, "camoscio"), noto anche come corno di camoscio, è un antico flauto medievale.
Lo strumento rientra nella categoria degli aerofoni labiali (ovvero i flauti); ha la particolarità però di non avere una risonanza acustica a tubo aperto come la maggior parte degli altri flauti, ma è analogo all'ocarina in quanto la camera di risonanza (scavata nel corno di camoscio o di altri ungulati) ha un volume costante (si tratta di un flauto globulare).
A partire dal XVI secolo gli organari imitarono le caratteristiche sonore del gemshorn con registri che ancora oggi portano questo nome.
Il nome del gemshorn significa, letteralmente, 'corno (horn) di camoscio (gems)'. Secondo il linguista Francesco Perono Cacciafoco, la forma potrebbe avere origini preistoriche e provenire dal Proto-Germanico *gămĭtă-χŭrnă-n < Indoeuropeo *gʱŏm-ĭdó-ḱrhₐ-nŏ-m (o *gʱŏm-ĭdó-ḱrhₐ-nŏ-m > Gämshorn, indicante uno "'specifico' strumento a fiato, costruito usando le corna di animali ungulati e diverso dal corno da caccia o dal corno di segnalazione".

## Storia
Vi sono evidenze che lo strumento fosse già in uso nel XV secolo. 
Alcuni gemshorn furono raffigurati nel Musica Getutscht di Sebastian Virdung (1511) e da Dürer in un libro di preghiere per Massimiliano I d'Asburgo. A parte una descrizione di Praetorius nel suo De Organographica e qualche altra piccola apparizione casuale in alcune illustrazioni (ad esempio in una danza macabra del 1485 uno scheletro tiene in mano un gemshorn) il corno di camoscio sembra non apparire più in letteratura e non avere un largo uso nei secoli successivi.
Rarissimi sono gli esemplari di corno di camoscio ritrovati intatti, per cui è difficile stabilirne le caratteristiche tecniche ed acustiche con precisione.
Alcuni manufatti riconducibili a gemshorn sono stati ritrovati in Italia e Germania, incluso un modello in terracotta risalente al 1450 circa.
Recentemente, grazie a movimenti di riscoperta di musica antica, sono stati ricostruiti differenti modelli di gemshorn, creando un certo interesse ed una nuova popolarità allo strumento.

## Funzionamento
Il gemshorn è fatto partendo da un corno di animale vuoto: nella parte larga del corno viene inserita una zeppa di legno che lascia spazio ad un canale che invia l'aria verso un labium inciso nel corno, la punta del corno viene lasciata intatta e chiusa.
I disegni di Virdung mostrano solo tre fori anteriori ed uno posteriore: questo permette una estensione di una ottava circa.
Come per gli altri flauti globulari l'altezza delle note dipende dall'area totale dei fori aperti. L'unico esemplare di gemshorn antico si trova al Musikinstrumenten-Museum des Staatlichen Instituts für Musikforschung a Berlino ed ha sei fori per le dita anteriori, nessuno posteriore.
Il gemshorn in terracotta ritrovato aveva l'estensione di una ottava e la possibilità di suonare la scala cromatica; costruttori moderni hanno spesso scelto di utilizzare una diteggiatura analoga al flauto dolce.
Alcuni costruttori moderni hanno fatto uso di materiali sintetici invece di corno di animale oppure ne hanno costruito versioni in legno.